# Juerguistas de carnaval
Juerguistas de carnaval, también conocido como Alegres juerguistas de carnaval, es una pintura del maestro de la Edad de Oro holandesa Frans Hals, pintada alrededor de 1616–17. Es uno de los trabajos conservados más antiguos de Hals, y se exhibe en el Museo Metropolitano de Arte de Nueva York desde 1913. La obra presenta un alegre grupo celebrando una fiesta de Carnaval (en holandés, Shrovetide), popular festividad dedicada al jolgorio y la comida antes de dar paso al ayuno y abstinencia de la Cuaresma.

## Descripción
La pintura muestra de pie tras una mesa a una sonriente joven rubia elegantemente vestida a la moda que levanta el índice de su mano derecha como enfatizando algo, mientras un hombre la toma del hombro y se acerca a ella para decirle algo al oído: tiene una ristra de salchichas, judías, arenques, huevos y mejillones alrededor de su cuello, con una manita de cerdo y una cola de zorro, símbolos de glotonería y necedad respectivamente. Otro caballero divertido, con una salchicha colgando de su gorra, se apoya en el hombro del primer hombre y escucha sus palabras. Algunos reclaman que estos son los personajes del teatro barroco Peeckelhaeringh y Hans Wurst. Detrás otras personas están hablando y riendo. La jarra sobre la mesa muestra las iniciales "fh".
La joven luce un vestido mucho más colorido que cualquier otra figura femenina de Hals, y muestra gran parecido físico con la joven retratada en Yonker Ramp y su enamorada. Ambos son considerados actualmente trabajos de género, por lo que los modelos podrían ser cualquier persona del círculo de Hals, como sus hijos o alumnos. En su catálogo de 1989 de la exposición internacional de Frans Hals, Seymour Slive incluyó una foto a todo color de esta obra para demostrar el "amor por la vida" de Hals. La pintura en sí no pudo incluirse en la exposición porque no se puede prestar. El mismo año que Slive escribía el catálogo de su exposición, Claus Grimm rehusó la atribución de esta pintura a Frans Hals, considerándola una copia de un original perdido.

La composición de las figuras recuerda la de otras dos pinturas conocidas:

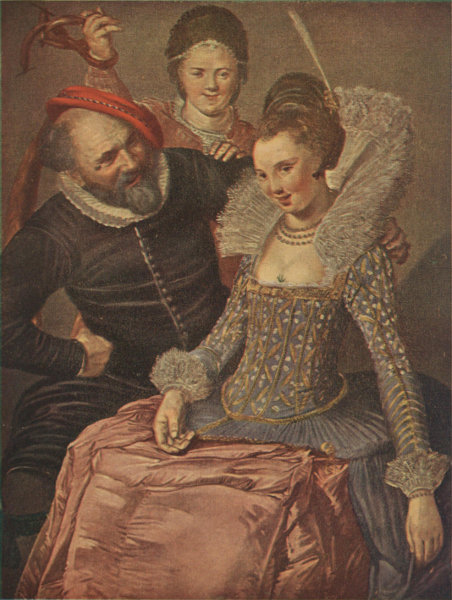
Trío alegre de Frans Hals (perdido durante la Segunda Guerra Mundial).
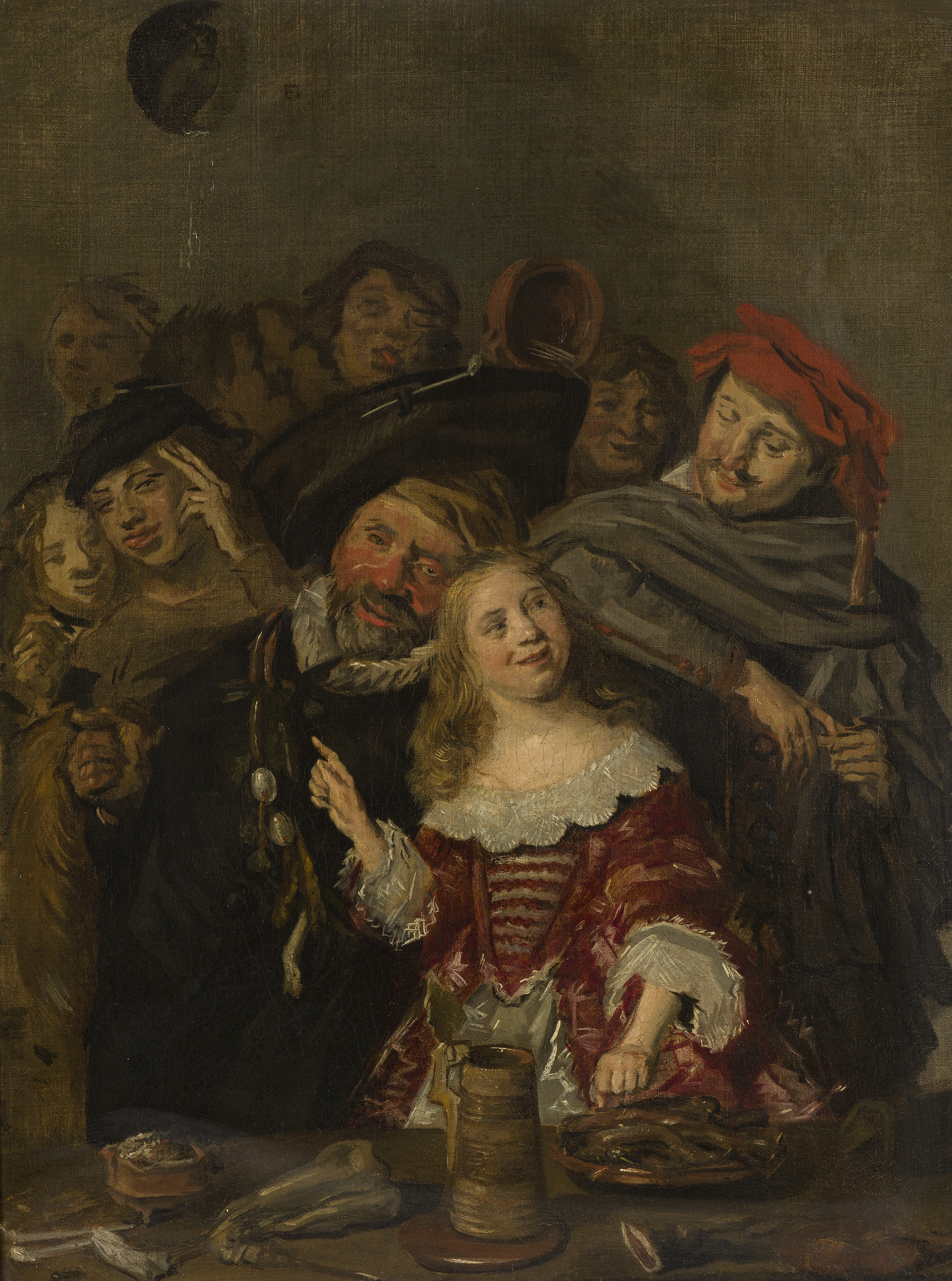
Una copia de la época, situando la escena en un exterior bajo la luna.

## Origen
La pintura fue documentada por primera vez por Wilhelm von Bode en 1883, y luego se incluyó en la mayoría de los catálogos de las obras de Hals, incluyendo los de Ernst Wilhelm Moes en 1909, Hofstede de Groot en 1910, W.R. Valentiner en 1923, y Gerrit David Gratama en 1946. El Museo Metropolitano de Arte enumera una entrada de venta de Ámsterdam de 1765 mencionando un trabajo del género Vasten-Avond, o Martes de carnaval, y Seymour Slive menciona un dibujo de la época de Mathys van den Bergh.  
La pintura fue legada al Museo Metropolitano de Arte de Nueva York tras la muerte de Benjamin Altman en 1913. Altman pagó 89,102 dólares para adquirirlo de un tal Monsieur Cocret en 1907. Una limpieza en 1951 redescubrió las seis cabezas de fondo que habían sido cubiertas en algún momento desconocido, dejando visibles solo las cuatro figuras principales.